# Stefan Humański
Stefan Humański herbu Jastrzębiec (XVIII w.) – podstoli trembowelski.
Był bratem Jana, kanonika warszawskiego i chełmskiego. Poślubił Antoninę Żelechińską, z którą miał córki Mariannę, Salomeę, Katarzynę i Annę.